# Ciple
Ciple su familija (Mugilidae) of zrakorepki koje su resprostranjene širom sveta u obalskim umerenim i tropskim vodama, a neke vrste i u slatkim vodama. Ciple su od rimskog doba služile kao važan izvor hrane u mediteranskoj Evropi. Ova porodica obuhvata oko 78 vrsta u 20 rodova.
Ciple su prepoznatljive po prisustvu dve odvojene leđne peraje, malim trokutastim ustima i odsustvu organa bočne linije. Hrane se detritusom, i većina vrsta ima neuobičajeno mišićave stomake i složen ždrelo koji pomaže pri varenju.

## Ponašanje
Uobičajeno ponašanje cipli je sklonost iskakanju iz vode. Postoje dve vrste skokova: prav, čist skok iz vode kako bi se izbegli grabežljivci i sporiji, niži skok dok se okreće na bok što rezultira većim, prepoznatljivijim prskanjem. Razlozi ovog nižeg skoka su sporni. Pretpostavlja se da se izvodi da bi se dobio kiseonikom bogat vazduh za razmenu gasova u malom organu iznad ždrela.

## Klasifikacija i imenovanje
Taksonomski, ova familija se trenutno tretira kao jedini član reda Mugiliformes. Nelson je izjavio da je „bilo je mnogo neslaganja u pogledu sa odnosima” ove familije. Prisutnost bodljikavih peraja jasno ukazuje na članstvo u nadredu Acanthopterygii, i tokom 1960-ih je bila klasifikovana kao primitivne perciforme, dok su je drugi svrstali u Atheriniformes. Ona je klasifikovana kao red, Mugiliformes, u podseriji Ovalentaria klade Percomorpha u 5. izdanju Riba sveta.
U Severnoj Americi, sama „cipla” se obično naziva Mugilidae. U Evropi se reč mullet često koristi. Izvan Evrope, Mullidae se često naziva i „kozjom ribom”. Riba sa uobičajenim imenima, uključujući reč „malet”, može biti član ove porodice.
Sledeći rodovi su prihvaćeni unutar Mugilidae:
Međutim, nedovni taksonomski rad je doveo do reorganizacije familije, te sad sledeći rodovi sačinjavaju Mugilidae:

## Literatura
- J.S. Nelson, Fishes of the World.  978-0-471-25031-9.
- Froese, Rainer; Pauly, Daniel; ур. (2012). "Mugilidae" на Фиш бејсу. [верзија на датум: June 2012]
- Sepkoski, Jack (2002). „A compendium of fossil marine animal genera”. Bulletins of American Paleontology. 364: 560. Архивирано из оригинала 23. 07. 2011. г. Приступљено 19. 5. 2011.
- SPECIES BY FAMILY/SUBFAMILY IN THE CATALOG OF FISHESАрхивирано на веб-сајту  (19. мај 2011)